# Leather Pride Amsterdam

Vlag die sinds de jaren negentig gebruikt wordt als symbool van de leerscene

De Leather Pride Amsterdam is een jaarlijks evenement dat sinds 1996 eind oktober of begin november in Amsterdam plaatsvindt en dat speciaal gericht is op homoseksuele mannen met een leerfetisjisme. Ook in diverse buitenlandse steden zijn vergelijkbare Leather Prides, bijvoorbeeld in Antwerpen, waar sinds 2011 de Leatherpride Belgium gehouden wordt.

## Beginjaren
In oktober 1995 bestond de Motor Sportclub Amsterdam (MSA), een vereniging voor homomannen met een leerfetish, 25 jaar. Dit werd gevierd met een groot feestweekend in Hotel Arena waar ruim 1000 bezoekers uit binnen- en buitenland op af waren gekomen. Hierdoor werd Martijn Bakker, eigenaar van de leer- en fetishwinkel RoB in de Warmoesstraat, geïnspireerd tot het opzetten van een eigen Pride voor leermannen. De eerste editie daarvan vond in oktober 1996 plaats en vormde een equivalent van de algemene Amsterdam Gay Pride die in augustus van dat jaar voor het eerst gehouden was.
De Amsterdam Leather Pride bestond aanvankelijk uit een week met feesten en uiteenlopende activiteiten, bijvoorbeeld een "sekstafette" in de cruisebars, een leermarkt en de Mister Drummer Europe-verkiezing, genoemd naar een destijds bekend leertijdschrift. In deze eerste jaren was er ook nog een apart vrouwenprogramma met onder meer voorlezingen, films en optredens op het gebied van lesbische SM.
Voor de organisatie van de Amsterdam Leather Pride, en het bevorderen van Amsterdam als gay en fetish-bestemming, werd in 1997 Leather Pride Nederland BV (LPN) opgericht, een samenwerkingsverband tussen de drie Amsterdamse leer- en fetishwinkels Black Body, RoB, en Mister B.

## Na het jaar 2000

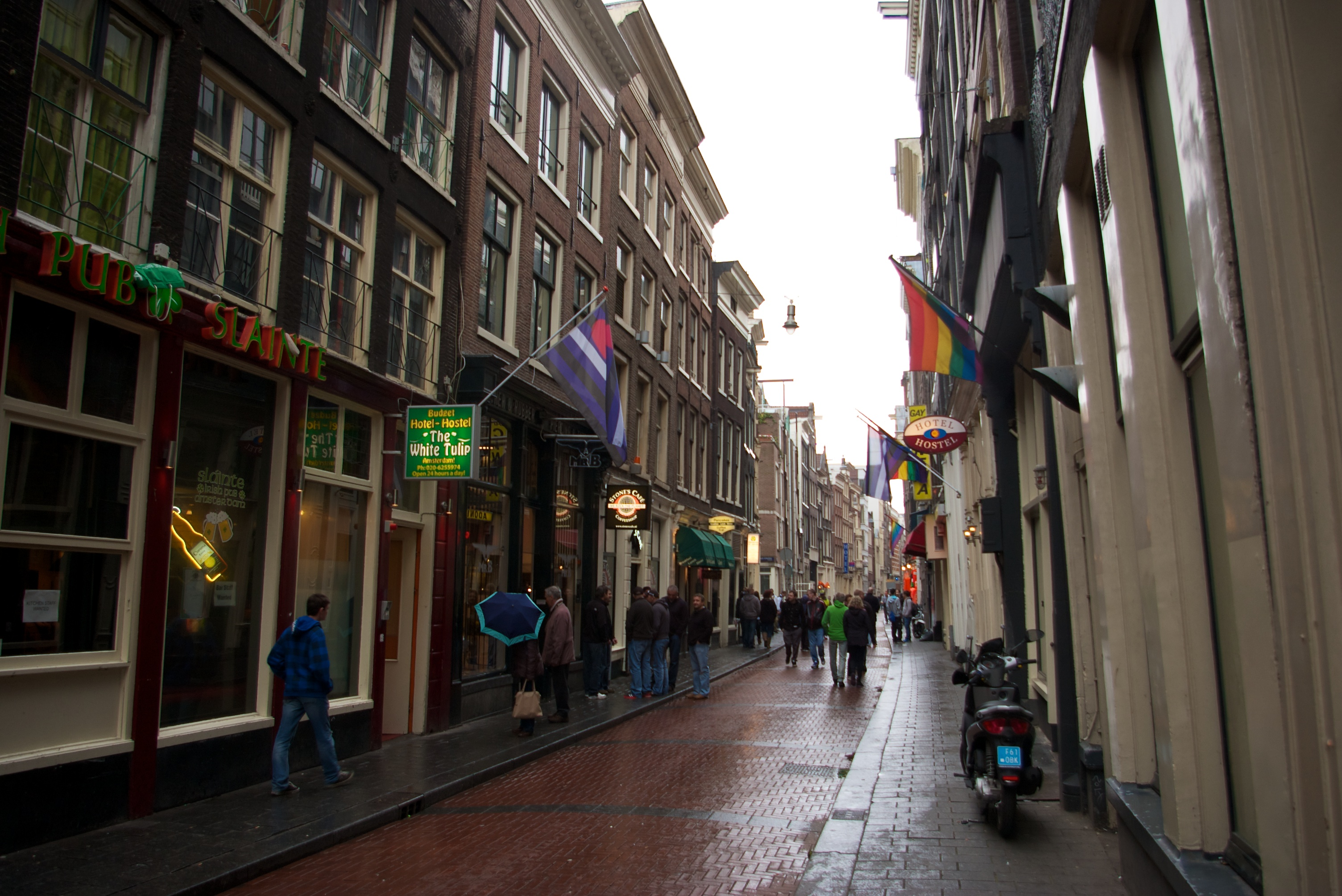
De Warmoesstraat in Amsterdam met de leerbars en -winkels herkenbaar aan de vlaggen

Na het jaar 2000 werd de duur van de Amsterdam Leather Pride teruggebracht van een week tot een weekend, met de Playgrounds-feesten als hoogtepunt. Het aantal bezoekers uit binnen- en buitenland was ondertussen gestegen tot zo'n 2000, maar de samenwerking tussen de organiserende bedrijven werd steeds moeizamer, wat leidde tot de ontbinding van Leather Pride Nederland BV in 2009.
Daarna kwam de organisatie weer terug in de handen van de eigenaar van de RoB-winkel, die het evenement de nieuwe naam "Get Ruff" gaf, naar het gelijknamige feest dat als hoogtepunt fungeerde. Deze naamswijziging leidde echter tot kritiek vanuit de leerscene en zodoende werd geleidelijk aan weer teruggekeerd naar de naam Amsterdam Leather Pride. 
Begin 2015 werd de organisatie van het evenement overgenomen door de eigenaar (Michael Roks) van leerbar The Eagle. Tegenwoordig duurt de Leather Pride Amsterdam vier dagen en zijn er activiteiten in de diverse leerbars in de Warmoesstraat, de cruisebars Cuckoo's Nest en The Web bij de Nieuwezijds Kolk en in club chUrch en de Spijker bar in de Kerkstraat.
Naar het voorbeeld van de Leather Pride Amsterdam kwamen er ook vergelijkbare evenementen voor andere homoseksuele subculturen: sinds 2013 is er medio mei de Amsterdam Fetish Pride, en vindt sinds 2014 in maart de Bear Pride plaats.
In 2020 moest de Leather Pride als gevolg van de coronapandemie worden afgelast, maar in oktober 2021 kon het evenement weer doorgaan met uiteenlopende activiteiten alleen nog zonder de grote feesten.

## Mr. Leather-verkiezing

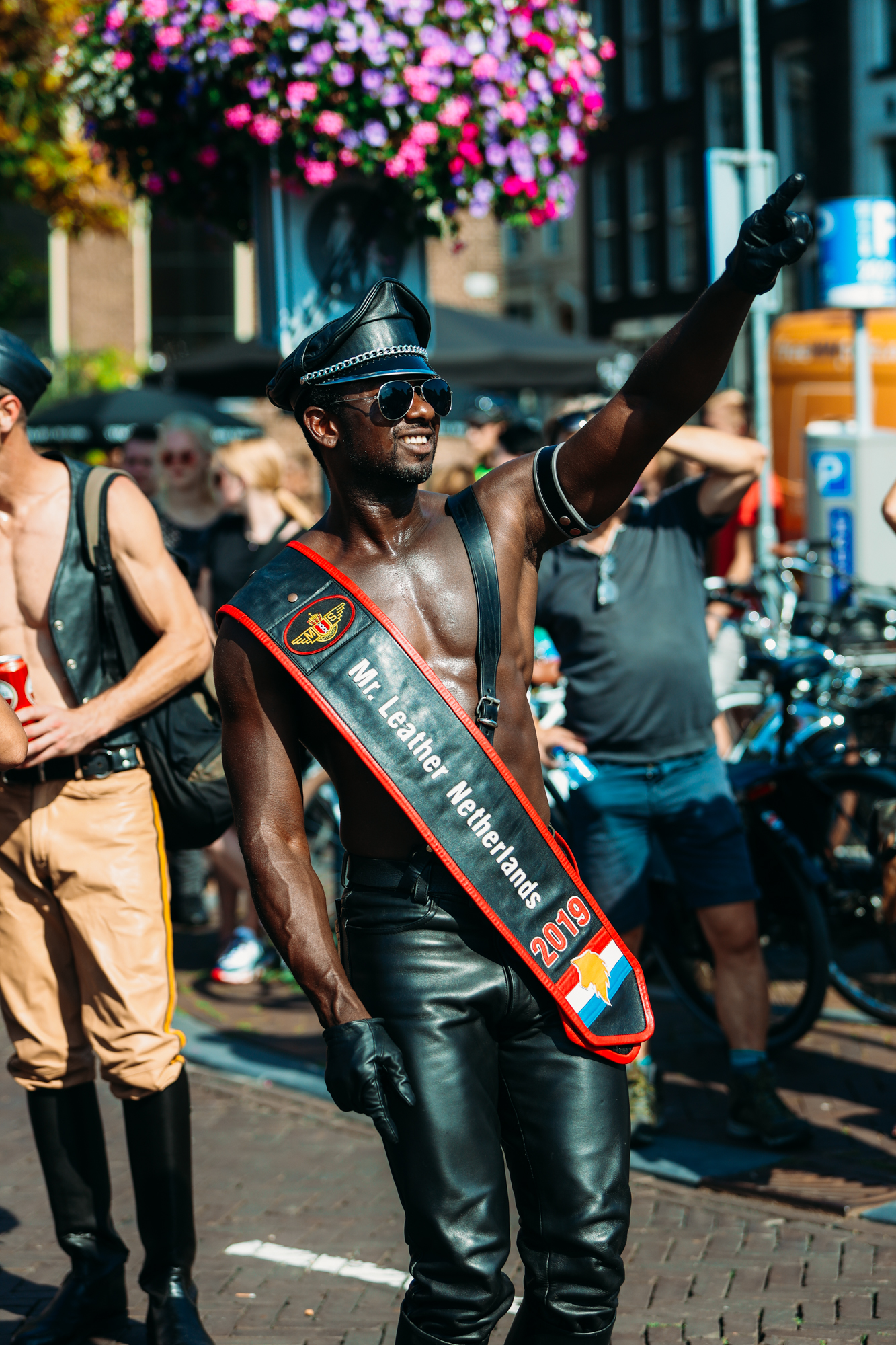
Axe Leito, Mr. Leather Netherlands 2019

Sinds 1995 werd er in Amsterdam de verkiezing van een Mr. Leather Holland gehouden, waarvan de winnaar werd afgevaardigd naar de International Mr. Leather-verkiezing in Chicago. In 1997 en 1999 was de Mr. Leather Holland-verkiezing onderdeel van de Amsterdam Pride, in latere jaren vond hij doorgaans plaats tijdens de meer toepasselijke Amsterdam Leather Pride.
In 2005 werd de laatste Mr. Leather Holland gekozen, daarna konden geen geschikte kandidaten meer gevonden worden. Wel werd in 2009 de Amsterdammer Pieter Claeys in Rome tot Mr. Leather Europe gekozen. Hij nam vervolgens in 2012 het initiatief tot de Mr. Leather Amsterdam-verkiezing, die sinds 2013 tegelijk met de Amsterdam Fetish Pride plaatsvond.
In 2016 werd de organisatie van de verkiezing overgenomen door André Donker en een jaar later omgedoopt tot Mr. Leather Netherlands om daarmee ook kandidaten van buiten Amsterdam te trekken en het een meer internationale uitstraling te geven. De verkiezing vindt ook weer plaats tijdens de jaarlijkse Amsterdam Leather Pride en de winnaar mag het volgende jaar deelnemen aan de Mr. Leather Europe-verkiezing. Na de verkiezing van 2021 droeg Donker de organisatie over aan de MSA, die ook de eerste verkiezing in 1995 al organiseerde.